# 言论自由区

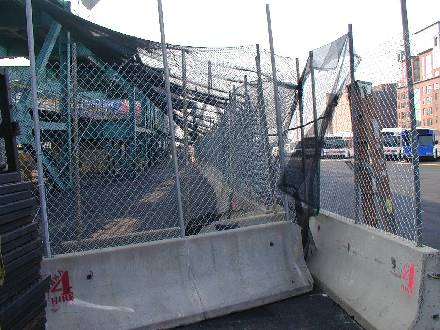
2004年美国民主党全国大会的言论自由区

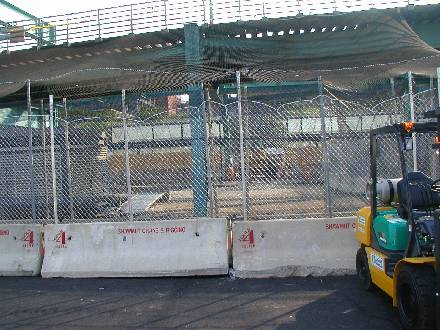
2004年美国民主党全国大会的言论自由区（另一角度）

言论自由区（英語：Free speech zones，又称第一修正案区、言论自由笼和抗议区）是设置在美国公共场所中的政治抗议区域。《美国宪法第一修正案》规定，国会不得立法剥夺人民和平集会与请愿的权利。而根据法院的判决，美国政府无权限制抗议的主题，但有权管理抗议的时间、地点与方式，因此导致了言论自由区的出现。
言論自由區”被喬治·布希政府積極使用來壓制總統旅行期間圍繞他的示威者的異議。美國特勤局經常將抗議者轉移到遠離布希政府訪問過的地點的指定圍欄區域。
人權運動家認為，言論自由區被用作審查和控制公眾輿論的一種形式